# Bothrocophias microphthalmus
Bothrocophias microphthalmus är en ormart som beskrevs av Cope 1876. Bothrocophias microphthalmus ingår i släktet Bothrocophias och familjen huggormar. Inga underarter finns listade.
Arten förekommer vid Andernas östra sluttningar från norra Colombia till gränsen mellan Peru och Bolivia. Utbredningsområdet ligger 600 till 2350 meter över havet. Habitatet utgörs av molnskogar och andra fuktiga skogar. Dessutom besöks den angränsande fuktiga savannen.
Bothrocophias microphthalmus söker främst i lövskiktet efter byten som ofta utgörs av gnagare. Ormen klättrar även i träd och annan växtlighet upp till 3 meter ovanför marken. Den är oftast aktiv vid skymningen. Ibland kompletteras födan med grodor eller geckor. Enligt en studie från 2006 lägger honor ägg vad som skiljer arten från andra huggormar.
Landskapsförändringar hotar beståndet. Ibland dödas individer av människor som inte vill ha ormar nära sin bostad. I Ecuador fångas några exemplar för olika kroppsdelars skull som ska ha läkande egenskaper. Allmänt är Bothrocophias microphthalmus inte sällsynt och den listas av IUCN som livskraftig (LC).